# Gasherbrum II
Gasherbrum II (numit și K4 sau chineză: 加舒尔布鲁木山, Jiāshū'ěrbùlǔmù Shān). Este un munte situat pe locul 13 ca înălțime pe glob. El aparține de munții Gasherbrum, fiind situat la sud-est de K2 în regiunea de graniță dintre China și Pakistan.

## Vezi și
- Listă de munți din China